# Àlex Villagrasa
Alex Villagrasa  (Lleida, 1977) és un director, cineasta i realitzador audiovisual. Graduat en Direcció de Cinema a l'Escola Superior de Cinema i Audiovisuals de Catalunya (ESCAC). Té la seva pròpia empresa, VFX LampPost, amb la qual ha produït videoclips musicals per Malú o M Clan.
, 
Va ser nominat, en 2007, al costat de David Ambit i Enric Masip, als Premis Goya pels millors efectes especials en la pel·lícula REC. En 2010 torna a estar nominat, al costat de Salvador Santana, per la seqüela REC 2.
L'any 2010 ha estat guardonat amb un Premi Gaudí, al costat de Salvador Santana i David Ambit, pels efectes especials de REC 2.
L'any 2011, és nominat en la categoria de millors efectes visuals en els Premis Goya i els Premis Gaudí per la pel·lícula Buried (Rodrigo Cortés 2010).

## Treballs
Com a supervisor d'efectes visuals i digitals
- Bank Under Siege (2024)
- The Last Night at Tremore Beach (2024)
- The Occupant (2020)
- The Legacy of the Bones (2019)
- The Kill Team (2019)
- Paradise Hills (2019)
- Durant la tempesta (2018)
- Marrowbone (2017)
- El guardián invisible (2017)
- Palmeras en la nieve (2015)
- REC 4 (2014)[4]
- Grand Piano - 2013[5]
- REC 3: Génesis - 2012
- Red Lights - 2012
- Emergo - 2011
- Buried - 2010
- REC 2 - 2009
- REC - 2007
- Bruno y Lupe - 2005

Com a director i realitzador de videoclips
- The Users - Gallygows.
- Contigo - Sergio Rivero
- Si estoy loca - Malú
- Tengo un amor - Gala Évora
- Puede ser - Conchita
- Sin medida - Lorena
- Inmigrante - M Clan
- Las calles están ardiendo - M Clan
- Júrame - Rosa
- A portrait - Tea Servants
- Caracol - Mürfila

com a director de curtmetratges
- Get Stuffed - 2010
- El jardín de los sueños - 2002